# Hildesheims stift
Hildesheims stift (latin: Dioecesis Hildesiensis, tyska: Bistum Hildesheim) är ett av tjugo katolska stift i Tyskland. Det tillhör Hamburgs kyrkoprovins. Biskop är Norbert Trelle.